# Родман (Ајова)
Родман (енгл. Rodman) град је у америчкој савезној држави Ајова. По попису становништва из 2010. у њему је живело 45 становника.

## Демографија
Према попису становништва из 2010. у граду је живело 45 становника, што је -11 (-19.6%) становника више него 2000. године.
| Група             | 2000.      | 2010.       |
| Белци             | 54 (96,4%) | 45 (100.0%) |
| Афроамериканци    | 0 (0,0%)   | 0 (0,0%)    |
| Азијати           | 0 (0,0%)   | 0 (0,0%)    |
| Хиспаноамериканци | 0 (0,0%)   | 0 (0,0%)    |
| Укупно            | 56         | 45          |